# Juan Alberto Andreu
Juan Alberto Andreu Alvarado, bekannt als Melli (* 6. Juni 1984 in Barbate) ist ein ehemaliger spanischer Fußballspieler, der 2005 die Copa del Rey gewann. 

## Spielerkarriere

### Verein
Mit 14 Jahren kam Melli zu Real Betis, wo er bis heute ununterbrochen spielt, abgesehen von einer Ausleihe an Polideportivo Ejido. Nachdem er alle Jugendränge durchlief, kam er 2001/02 zu Polideportivo Ejido, wo er nur auf zwei Einsätze kam. Daraufhin kehrte er zu Betis zurück und wurde in die erste Mannschaft befördert. Sein größter Erfolg, war der Gewinn der Copa del Rey im Jahr 2005. Zudem spielte Melli mit Betis im UEFA-Pokal und in der Champions League.
Auch nach dem Abstieg aus der Primera División im Jahr 2009 blieb Melli Betis treu. Nach dem verpassten Wiederaufstieg wechselte er im Sommer 2010 zum Ligakonkurrenten CD Teneriffa. Mit seinem neuen Klub konnte er am Ende der Saison 2010/11 in die Klasse nicht halten. Er verließ Teneriffa nach einer Spielzeit wieder und schloss sich dem belgischen Erstligisten KAA Gent an. Dort wurde er zur Stammkraft und erreichte mit seiner Mannschaft am Saisonende 2011/12 die Qualifikation zur Europa League, verpasste dort aber den Einzug in die Gruppenphase. Im Frühjahr 2013 wurde er kaum noch berücksichtigt und wechselte im August 2013 zu Sheriff Tiraspol nach Moldawien. Nach dem Gewinn der Meisterschaft 2014 nahm ihn der griechische Erstligist Ergotelis unter Vertrag. Sein neuer Klub fand sich seit Beginn der Saison 2014/15 am Tabellenende wieder, da entschied er sich zu einem Wechsel nach Aserbaidschan zu PFK Simurq Zaqatala. Seit neuer Klub musste sich im Sommer 2015 aufgrund von finanziellen Engpässen zurückziehen. Melli wechselte innerhalb der Premyer Liqası zu Neftçi Baku. Er trug als Stammspieler dazu bei, dass sich Neftçi am Ende der Spielzeit 2015/16 für die Europa League qualifizieren konnte.
Im Sommer 2016 kehrte Melli nach Spanien zurück, wo er ein Angebot vom CF Reus Deportiu in der Segunda División annahm. Der Aufsteiger schloss die Saison 2016/17 auf einem Platz im gesicherten Mittelfeld ab, Melli kam jedoch nur unregelmäßig zum Einsatz. Ab Sommer 2017 spielte er für CD Mirandés in der Segunda División B und beendete dort während der Saison 2019/20 seine Karriere.

### Erfolge
- 2005 – Copa del Rey – Real Betis